# Уда (река, впадает в Охотское море)
Уда́ — река в Хабаровском крае России. Впадает в Удскую губу Охотского моря.
В устье расположено село Чумикан. Также в бассейне Уды расположены сёла: Удское, Неран, Алгазея.

## Исторические сведения
Самое раннее посещение бассейна реки Уды русскими относится к первой половине XVII века. В 1638 году отряд землепроходца Ивана Юрьевича Москвитина, проделавший путь по рекам Алдан и Мая к устью реки Улья, вышел на берег Охотского моря. Отсюда он совершил далёкие походы на север до реки Тауй и на юг до реки Уда. И. Ю. Москвитин и дал первые сведения об Удском районе. В 1681 году на реке Уде было выстроено зимовье послужившее основанием Удскому острогу.
Первое географическое описание Уды и Удского острога приводит С. П. Крашенников (1711—1755 гг.):

«Удь-река вершинами сошлась с рассошинами Зейскими, а устье её положено в Генеральной российской карте на 57 ? ° широты и более нежели в 162° долготы, однако в том, кажется, не без погрешности: ибо и Удский острог положен в той карте под 58° широты и 160° долготы, а по новым обсервациям усмотрено, что Удский острог находится на 55 ? ° широты и невступно на 153° долготы, чего ради без великой ошибки устье Уди реки с Удским острогом на одной параллели положить можно, то есть на 55 ? ° широты: ибо и по объявленной Генеральной карте между Удским острогом и устьем Уди-реки с небольшим четверть градуса показано.
Удский острог стоит на северном берегу Уди-реки от устья её в семи днях ходу, а на каждый день можно положить по 10 или по 12 верст, что должно разуметь и о вышеобъявленном исчисленном днями расстоянии. Строений в нём церковь во имя Николая-чудотворца, ясачная изба, да 10 дворов обывательских. Сей острог состоит под ведением Якутским, откуда в оный и ясачные сборщики посылаются.

Тунгусов, которые платят ясак в помянутый острог, считается шесть родов: Лалигирский, Гойганский, Оддианский, Огинкагирский, Бутальский и Китигирский, а ясаку сбирается с них по 85 соболей и по 12 лисиц в год.
Прежде сего жили в объявленном остроге токмо служивые люди, но в 1735 году переведено туда на поселение десять семей пашенных крестьян, чтоб там завести пашню; однако слышно, что нет надежды, чтоб хлеб родился в тех местах, потому что земля там неудобна к пашне.»— Крашенинников С. П.
В 1806 году Удский строг собирая в пути ботаническую коллекцию посетил адъюнкт Академии наук И. И. Редовский. В 1844—1845 годах в бассейне Уды работала экспедиция А. Ф. Миддендорфа. Сведений о каких-либо крупных экспедициях посетивших бассейн реки Уды после А. Ф. Миддендорфа, вплоть до конца XIX века в ботанической литературе и библиографиях не содержится. В 1895—1898 годах в устье Уды и Удском остроге побывала экспедиция К. И. Богдановича.

## Гидрография
Длина реки — 457 км, площадь водосборного бассейна — 61,3 тыс. км². По площади бассейна Уда занимает второе место среди рек Хабаровского края (после Амура) и 29-е — в России.
Исток — на северном склоне хребта Джагды. Русло реки извилистое или разбивается на рукава, пойма заболочена. Ширина реки в низовьях достигает 500 метров, в море она впадает тремя рукавами. Во время прилива рукава образуют единую водную поверхность, достигающую в ширину 2—3 километров. Средняя скорость течения 5 км в час. Режим реки непостоянен. Характерная особенность — отсутствие весеннего паводка, объясняемая малой мощностью снегового покрова и его частичным испарением из-за сильной инсоляции. Летние паводки после сильных дождей значительны, обычная длительность 2—3 дня.
Питание реки: дождевое (64 %), снеговое (11 %), подземное — (25 %). Среднемноголетний расход воды 510 м³/с, объём стока 16,096 км³/год. За период весеннего половодья проходит 15 % годового объёма стока.
Мутность воды до 50 г/м³. Минерализация воды менее 50 мг/л. Вода хорошего качества, по химическому составу относится к гидрокарбонатному классу и кальциевой группе.

## Притоки
Бассейн Уды включает 14835 водотоков, из которых 556 имеют длину более 10 км. Густота речной сети в горных районах составляет 0,7-0,9 км/км².
Объекты перечислены по порядку от устья к истоку.
- 2 км: Тюбетинка
- 2 км: Эльгакан
- 15 км: Джана
- 18 км: Кельдиляк
- 18 км: Сохатый
- 19 км: Туткандя
- 24 км: Тайкан
- 25 км: Дюбкогун
- 26 км: Алгыкан
- 34 км: водоток пр. Попковская
- 43 км: водоток пр. Таволак
- 61 км: Мая
- 62 км: Нелькан
- 63 км: Ампардак
- 71 км: Эльгая
- 72 км: Карьялак
- 78 км: Аямни
- 83 км: Ними
- 89 км: река без названия
- 96 км: Чукча
- 97 км: Нижняя Эльга
- 104 км: Бокончан
- 108 км: Верхняя Эльга
- 109 км: Уля
- 113 км: Малая Самая
- 120 км: Большая Самая
- 124 км: Милькан
- 131 км: Нюгали
- 142 км: Малая Нюгали
- 152 км: Галам
- 154 км: Эльга
- 157 км: Чаллярин
- 159 км: река без названия
- 164 км: Колтыгуль
- 166 км: река без названия
- 170 км: Кивыты
- 176 км: Эльгакан
- 180 км: Эльга
- 184 км: Гига
- 191 км: водоток пр. Эльгинская
- 193 км: Джамну
- 195 км: Гербикан
- 199 км: река без названия
- 200 км: Хульдадакит
- 212 км: Чогар
- 217 км: река без названия
- 217 км: Малый Тохиканчик
- 217 км: Песчаный
- 226 км: Шевли
- 230 км: Гига
- 232 км: Сяндя
- 239 км: Малая Сяндя
- 276 км: Тононгдо
- 278 км: Тыгдялянак
- 280 км: река без названия
- 283 км: Мал. Эльга
- 286 км: река без названия
- 290 км: река без названия
- 293 км: Нижн. Гукчогогно
- 294 км: Большая Эльга
- 305 км: Гукчогогно
- 307 км: Верхняя Гукчогогно
- 310 км: Сунянджа
- 314 км: Яков
- 323 км: Делоё
- 335 км: река без названия
- 335 км: Тулькичан
- 347 км: Удыхын
- 351 км: Бургали
- 360 км: река без названия
- 367 км: река без названия
- 374 км: Огджено
- 381 км: река без названия
- 383 км: Алу
- 386 км: Баллагачан
- 389 км: река без названия
- 391 км: Бульчут
- 392 км: река без названия
- 394 км: Бульбурек
- 400 км: река без названия
- 403 км: река без названия
- 407 км: Мус
- 410 км: Егоконга
- 434 км: Саливис
- 447 км: Туринга
- 449 км: Анамтыджак
- 457 км: Аньянджа
- 457 км: Таксан

## Климат
Климат в различных частях обширного бассейна Уды неоднороден. В целом он находится под влиянием Тихоокеанского муссона и охлаждающего действия Охотского моря. Прибрежная часть и открытая сквозным морским ветрам долина реки испытывают наибольшее действие муссонных ветров. В горной части усиливаются континентальные черты климата.
По климатическому районированию, предложенному П. И. Колосковым, бассейн реки Уды должен быть отнесён к холодной зоне, имеющей в вегетационный период сумму температур менее 1500 °C, и влажному поясу с годовым количеством осадков 500—700 мм. По температурным показателям эта зона не пригодна для земледельческого использования, за исключением огородничества.
По климатическому районированию Г. Н. Витвицкого бассейн Уды находится на границе двух зон. Приморская часть находится в зоне субарктического климата. Внутренние районы бассейна относятся к умеренной зоне.
Среднегодовая температура воздуха колеблется от −3,9 °C (у моря) до −6,2 °C (в горной части). Зима начинается в середине октября и продолжается до середины мая. Первый снег на побережье выпадает в октябре, а на гольцах лежит уже с середины сентября. Самый холодный месяц — январь. Так, в посёлке Чумикан средняя температура января −23,7 °C, в посёлке Удском (65 км от моря) −27,3 °C, в посёлке Экимчан (240 км от моря) −34 °C.
Зимы малоснежные. Наибольшая декадная высота снежного покрова 39—64 см. Снег на большей части бассейна лежит до мая. На гольцах и в понижениях ландшафта наледи сохраняются до июля-августа.
Средняя температура мая на морском побережье 1,9 °C, в Удском −4 °C, в Экимчане −5,9 °C. За исключением побережья самый тёплый месяц — июль. Среднемесячная температура в июле: Удское 14,5 °C, Баладек 16,2 °C, Экимчан 16,2 °C.
Наибольшее количество осадков выпадает летом.

## Ихтиофауна
Река является местом нереста лососёвых пород рыб. Также здесь обитают: таймень, хариус, ленок, сиг, щука.

## Леса
34 % долины Уды покрывают леса из лиственницы даурской (в настоящее время её принято считать разновидностью лиственницы Гмелина). В горных лиственничниках в подлеске кедровый стланик, берёза растопыренная, брусника, багульник, голубика. В них почти всегда развит моховой покров из зелёных и сфагновых мхов. Заболоченные лиственничники занимают большую часть второй террасы реки Уды и её притоков.
Сосновые леса занимают менее 1 %. Темнохвойные леса образованные елью аянской, пихтой белокорой и елью сибирской занимают около 8 % площади бассейна. Заросли кедрового стланика покрывают около 13 % территории. Они занимаю верхний пояс гор начиная с 800—1000 метров над уровнем моря. В нижних пределах своего распространения кедровый стланик достигает высоты 2,5—3 метра, на вершинах это кустарник около 0,5 метра высотой.
Лиственные леса долин образованы тополем душистым и чозенией. В подлеске ивы (Salix udensis, Salix schwerinii), смородина бледноцветная, спирея иволистная, свидина белая. Эти леса имеют густой травянистый ярус из папоротников (страусника обыкновенного и кочедыжника женского), хвоща зимующего, вейника пурпурного и крестовника коноплёволистного. Насаждения из берёзы шерстистой (относящейся к группе каменных берёз) распространены неравномерно и обычно имеют примесь ели аянской. В их подлеске растут ольха камчатская, кедровый стланик, и рододендрон золотистый.
Высокогорная растительность развита на высотах от 1500 метров над уровнем моря. Здесь растения не образуют сомкнутого покрова. Наиболее обычными видами являются плаунки (Selaginella sibirica, Selaginella borealis), зубровка альпийская, кассиопея вересковидная, арктоус альпийский, сиверсия малая, клайтония остролистная, рододендрон Редовского.
Вторичные леса на месте пожарищ занимают 19 % площади. Представлены березняками из берёзы плосколистной и осиной. Около 10 % долины Уды заболочено. Около 1 % поймы занято злаково-разнотравными лугами.

## Данные водного реестра
По данным государственного водного реестра России относится к Амурскому бассейновому округу, речной бассейн реки Уда, водохозяйственный участок реки — Уда.
Код объекта в государственном водном реестре — 20020000112119000159178.